# Norbutas
Norbutas ist ein litauischer männlicher Familienname.

## Weibliche Formen
- Norbutaitė (ledig)
- Norbutienė (verheiratet)

## Namensträger
- Martynas Norbutas (* 1981), litauischer Umweltpolitiker
- Mindaugas Norbutas (* 1976), litauischer Leichtathlet